# Ланкастер (Нью-Гэмпшир)
Ланкастер — город в штате Нью-Гэмпшир и административный центр округа Коос. В 2010 году в городе проживали 3507 человек. Ланкастер называют «воротами в регион Грейт-Норт-Вудс». Второй по населению город округа после Берлина

## География
Площадь города составляет 131,4 кв. км, из которых 129,1 км² занимает суша, а 2,3 км² (1,75 %) — вода. Через Ланкастер течёт река Израиль, которая впадает в реку Коннектикут. Восточная часть города включает часть территории Национального леса Уайт-Маунтен.
Город расположен на высоте 324 метра над уровнем моря, самая высокая точка в муниципалитете — гора Кабот с высотой 1003 метра.
Железнодорожная станция Ланкастер находится на железной дороге Квебек Джанкшен-Лайм-Ридж.
Средняя температура воздуха в январе составляет −10 °С, в июле — 19,1 °С .

## История
Город основал в 1763 году капитан Дэвид Пейдж из Петерсхема. Место было названо в честь города Ланкастер в штате Массачусетс, откуда был родом один из первых жителей. По мнению социолога  Джеймса Лауэна, Ланкастер, вероятно, был «закатным городом».

## Население
| Год переписи | Нас. |  | %±     |
| ------------ | ---- |  | ------ |
| 1790         | 161  |  | —      |
| 1800         | 440  |  | 173,3% |
| 1810         | 717  |  | 63%    |
| 1820         | 844  |  | 17,7%  |
| 1830         | 1187 |  | 40,6%  |
| 1840         | 1316 |  | 10,9%  |
| 1850         | 1559 |  | 18,5%  |
| 1860         | 2020 |  | 29,6%  |
| 1870         | 2248 |  | 11,3%  |
| 1880         | 2721 |  | 21%    |
| 1890         | 3373 |  | 24%    |
| 1900         | 3190 |  | −5,4%  |
| 1910         | 3054 |  | −4,3%  |
| 1920         | 2819 |  | −7,7%  |
| 1930         | 2887 |  | 2,4%   |
| 1940         | 3095 |  | 7,2%   |
| 1950         | 3113 |  | 0,6%   |
| 1960         | 3138 |  | 0,8%   |
| 1970         | 3166 |  | 0,9%   |
| 1980         | 3401 |  | 7,4%   |
| 1990         | 3522 |  | 3,6%   |
| 2000         | 3280 |  | −6,9%  |
| 2010         | 3507 |  | 6,9%   |
| 2016         | 3259 |  | −7,1%  |

По данным переписи 2010 года население Ланкастера составляло 3507 человек (из них 47,9 % мужчин и 52,1 % женщин), в городе было 1399 домашних хозяйств и 880 семей. Расовый состав: белые — 96,8 %.
Население города по возрастному диапазону по данным переписи 2010 года распределилось следующим образом: 21,9 % — жители младше 18 лет, 3,2 % — между 18 и 21 годами, 55,6 % — от 21 до 65 лет и 19,4 % — в возрасте 65 лет и старше. Средний возраст населения — 45,4 лет. На каждые 100 женщин в Ланкастере приходилось 91,8 мужчин, при этом на 100 совершеннолетних женщин приходилось уже 86,6 мужчин сопоставимого возраста.
Из 1399 домашнего хозяйства 62,9 % представляли собой семьи: 48,4 % совместно проживающих супружеских пар (17,2 % с детьми младше 18 лет); 10,4 % — женщины, проживающие без мужей и 4,1 % — мужчины, проживающие без жён. 37,1 % не имели семьи. В среднем домашнее хозяйство ведут 2,35 человека, а средний размер семьи — 2,85 человека. В одиночестве проживали 29,4 % населения, 13,1 % составляли одинокие пожилые люди (старше 65 лет).

## Экономика
В 2016 году из 2755 человек старше 16 лет имели работу 1737. При этом мужчины имели медианный доход в 41 597 долларов США в год против 37 156 долларов среднегодового дохода у женщин. В 2016 году медианный доход на семью оценивался в 62 794 $, на домашнее хозяйство — в 49 207 $. Доход на душу населения — 26 710 $ в год. 4,6 % от всего числа семей в Ланкастере и 8,0 % от всей численности населения находилось на момент переписи за чертой бедности.

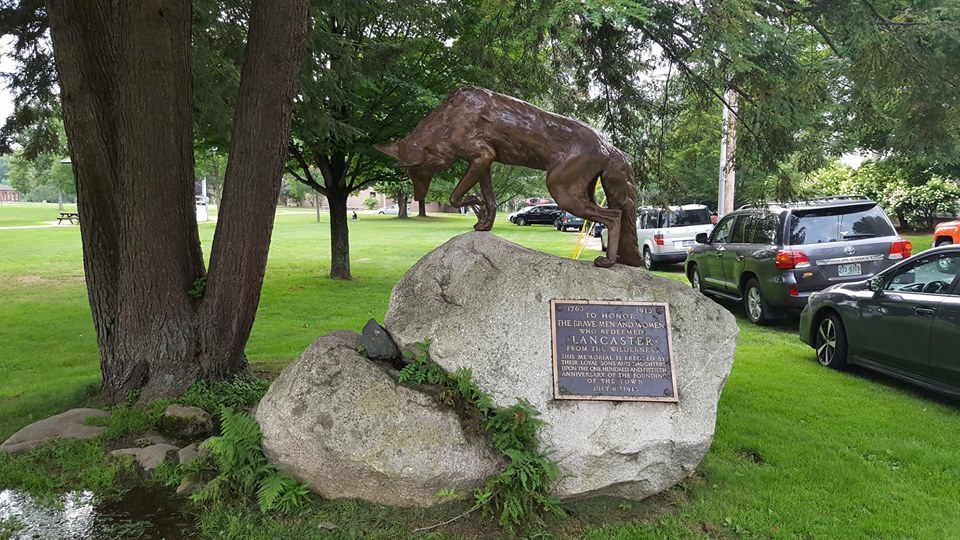
Памятник основателям Ланкастера.
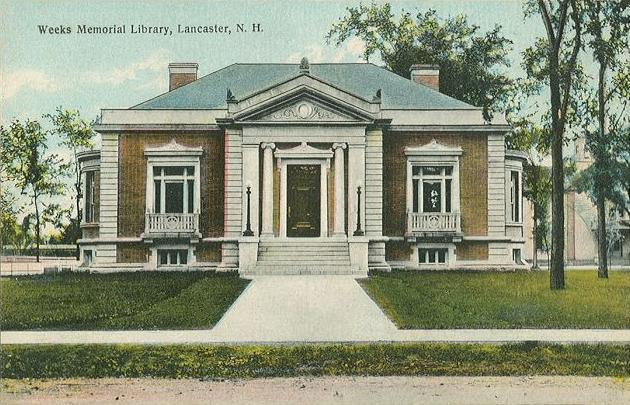
Открытка с изображением библиотеки Ланкастера